# Василіцький Ізидор Дмитрович
Ізидор Дмитрович Василіцький (псевдо.: «Марко»; нар. 1923, с. Буцнів, нині Тернопільський район, Тернопільська область — пом. 7 січня 1949, прис. Костика, Миролюбівка, нині Тернопільський район, Тернопільська область) — український військовик, вояк УПА, лицар Бронзового хреста бойової заслуги.

## Життєпис
Освіта — 7 класів народної школи. Член ОУН із 1941 року. Вояк УНС з листопада 1943 року. Стрілець відділу УНС командира «Грози» (11.1943 — поч. 1944), вояк сотні УПА «Буйні» (поч. 1944 — 10.1944).
У жовтні 1944 року, після розформування сотні, повернувся у рідні терени та влився у лави збройного підпілля ОУНР. Охоронець керівника Микулинецького районного проводу ОУН (10.1944-1947), кущовий провідник ОУН (1947-01.1949). 6.07.1948 р. під час сутички з облавниками у с. Буцнів був поранений, а вилікувавшись продовжував діяти у лавах збройного підпілля. 7.01.1949 р. під час бою з підрозділом МДБ важко поранений у ноги, залишився прикривати відступ повстанців. Звівши бій застрелився, щоб живим не потрапити в руки ворога.

## Нагороди
- Згідно з Наказом військового штабу ВО-3 «Лисоня» ч. 1/49 від 22.01.1949 року кущовий провідник ОУН Ізидор Василіцький — «Марко» нагороджений Бронзовим хрестом бойової заслуги УПА.

## Вшанування пам'яті
- 13.04.2019 р. від імені Координаційної ради з вшанування пам'яті нагороджених Лицарів ОУН і УПА у м. Шумськ Тернопільської обл. Бронзовий хрест бойової заслуги УПА (№ 076) переданий Роману Василіцькому, братові Ізидора Василіцького — «Марка».